# Stylidium rubriscapum
Stylidium rubriscapum är en tvåhjärtbladig växtart som beskrevs av W. V. Fitzg. Stylidium rubriscapum ingår i släktet Stylidium och familjen Stylidiaceae. Inga underarter finns listade i Catalogue of Life.